# 体育歌
体育歌（たいいくか、Sporting song）、または運動歌（うんどうか）はスポーツの競技中もしくは大会の開会式・閉会式などの式典で演奏することを目的に作成された楽曲である。
欧米では19世紀に競馬やイングランドで行われていたキツネ狩りのテーマソングとして作られたものを“Sporting song”としている。特定のチームを応援する目的で演奏される応援歌も体育歌の一種だが、日本においては特定のチームや選手個人を応援する目的ではなく学校の運動会や国民体育大会、都道府県や市町村などの競技大会に対応したテーマソングを指して「体育歌」と呼ぶ傾向がある。
学校の中には校歌が制定されていないため体育歌を代用曲として演奏する場合がある。また、大阪府・広島県・大分県は府歌・県歌を制定していないため国民体育大会で府旗・県旗を掲揚する際は代用曲として体育歌が演奏される。

## 主な体育歌
国民体育大会の特定大会に用途が限られるテーマ曲は除く（当初は大会テーマ曲として作成され、閉会後に恒常的な体育歌となった楽曲はその限りではない）。
- 若い力 - 国民体育大会歌。

### 都道府県体育歌
- 岩手県民スポーツの歌[2]

作詞：伊野上のぼる 補作：岩手県教育委員会 作曲：服部正
- 宮城県体育歌 - 第7回東北三県国体（1952年）を機に制定。

作詞：小川保 作曲：福井文彦
- スポーツ県民歌 - 第32回日本陸上競技選手権大会（1948年）の山形県開催を記念して制定。

作詞：西條八十 作曲：古関裕而
- 福島県スポーツの歌[3]

作詞：小林金次郎 作曲：古関裕而
- 茨城スポーツの歌[4]

作詞：大木惇夫 作曲：飯田信夫
- 夢呼ぶ青春（千葉県スポーツの歌）[5]

作詞：勝承夫 作曲：飯田信夫
- この明るさのなかにゆけ（福井県民体育の歌）[6] - 第23回福井国体を機に制定。

作詞：原道夫 補作：星野哲郎 作曲：山崎正清
- なみはやのうた - 大阪府歌が制定されていないため、スポーツ関係の行事限定で大阪府旗掲揚時に代用曲とされる。第52回なみはや国体（1997年）テーマ曲として制定、閉会後に恒常的な体育歌となり2006年の全国高校総体でも演奏された。
- 岡山県スポーツの歌 - 第17回岡山国体（1962年）を機に制定[7]。

作詞：脇太一
- 虹の輝き（広島県スポーツ讃歌） - 第51回ひろしま国体（1996年）を機に制定。広島県歌が制定されていないため、スポーツ関係の行事限定で広島県旗掲揚時に代用曲とされる。

作詞：高橋玄洋 作曲：細川俊夫
- Light Blueの空（高知県スポーツ賛歌）[8] - 第57回よさこい高知国体（2002年）を機に制定。

作詞：猿田忠博 作曲：瀬戸口重利 編曲：TANAKA MASARU
- 佐賀県民体育大会歌[9]

作詞：久部勝義 作曲：陶山聡
- 大分県民体育の歌 - 1950年に大分県民体育大会のテーマ曲として制定。大分県歌が制定されていないため、スポーツ関係の行事限定で大分県旗掲揚時に代用曲とされる。

作詞：當所壽人 作曲：滝本利一郎 編曲：正門研一

### 市町村体育歌
- 健康よこんにちは（東村山市） - 1975年制定